# Tre atti e due tempi
Tre atti e due tempi è un romanzo del 2011 dello scrittore italiano Giorgio Faletti, pubblicato da Einaudi Editore.

## Trama
Il libro narra di un ex galeotto, di nome Silvano Masoero, ma da tutti chiamato Silver, che lavora come magazziniere in una squadra di calcio di Serie B, e di suo figlio Roberto, soprannominato il Grinta, bomber della squadra, che sta per commettere gli stessi errori del padre.
La storia è una di quelle di cui siamo ormai abituati a leggere sui giornali. Un gruppo di calciatori di serie B che scommette forti somme sul risultato negativo della partita che avrebbe sancito la promozione della squadra in serie A (calcioscommesse). Quello che solitamente (e sfortunatamente) non accade nella realtà è l’intervento di qualcuno che si oppone a questa macchinazione. Qualcuno che in passato ha pagato con una lunga detenzione un episodio simile. Silvano era un pugile di grande talento e di brillanti prospettive. Nel momento più importante della sua carriera, quando stava per guadagnarsi l’accesso allo scontro per la conquista del titolo nazionale, aveva ceduto ad un facile guadagno. Arrestato, aveva distrutto la sua carriera e rovinato la sua vita passando molto tempo in prigione. Proprio durante la sua permanenza in carcere aveva conosciuto quella che sarebbe diventata sua moglie. Si trattava di una donna che gli aveva scritto mentre era in prigione, e che non appena uscito si era affrettato a sposare. Da questo matrimonio era nato un figlio. Un ragazzo che sembrava non poter raggiungere grandi obiettivi nella vita, marchiato com’era dalla vita disonesta del padre. Contrariamente a qualsiasi aspettativa, però, il figlio di Silvano era diventato un calciatore professionista che si trovava ora ad un punto di svolta nella propria vita: giocare la partita per la promozione in A. 

## Edizioni
- Giorgio Faletti, Tre atti e due tempi, Torino, Giulio Einaudi Editore, 2011.